# Олдржих Неєдлий
Олдржих Неєдлий (чеськ. Oldřich Nejedlý; * 26 грудня 1909, Жебрак — † 11 червня 1990, Раковнік) — чехословацький футболіст. Нападник, віце-чемпіон світу 1934, найкращий бомбардир чемпіонату світу 1934 року.

## Життєпис
Виростав у багатодітній сім'ї. Батько загинув на фронті Першої світової війни, тому виховувала його одна мати. У 14 років він виступав за головну місцеву команду «Спартак» (Жебрак). Вже у той час хлопець вирішив пов'язати своє майбутнє зі спортом, але проти цього категорично виступала мати. Вона бачила майбутнє свого сина в науці. Втім і мати була змушена змиритись з тим, що у 1926 році її Олдржих перейшов до друголігової команди із сусіднього містечка Раковнік, де пробув до 1931-го й став місцевою знаменитістю.
Тоді Олдржиха запримітив один з найсильніших клубів Чехословаччини — празька «Спарта». Вона придбала гравця за 20 000 крон. У футболці «Спарти» він грав протягом сезонів 1931/32—1940/41. Всього за празький клуб провів 414 матчів і забив 388 голів ; із них у лізі 187 матчів (161 забитий м'яч), у кубку Мітропи - 42 матчі (21 гол) . З цим клубом Неєдли чотири рази вигравав національний чемпіонат — у 1931, 1936, 1938 та 1939 роках. У «Спарті» Олдржих товаришував з бельгійським футболістом Раймоном Бреном — у вільний час ці гравці додатково тренувалися разом.
З приходом до «Спарти» футболіста взяли і до національної збірної. За Чехословаччину з 1931 по 1938 роки він провів 44 гри (3934 хвилини) й забив 29 голів. У її складі Олдржих зіграв на двох чемпіонатах світу — 1934 та 1938 років. На першому з них футболіст забив 5 голів і став найкращим бомбардиром.
Після війни був тренером-гравцем у клубі «Раковнік», зумів вивести команду до найвищої ліги та забив 18 м'ячів за два сезони. У 1950 році повернувся до команди «Жебрак», де виступав разом зі своїм сином. Завершив ігрову кар'єру в 46-річному віці через серйозну травму — перелом ноги. Загалом у чехословацькій лізі провів 225 ігор, забив 180 м'ячів.

## Досягнення
- Віце-чемпіон світу (1): 1934
- Володар кубка Мітропи (1): 1935
- Фіналіст кубка Мітропи (1): 1936
- Чемпіон Чехословаччини (4): 1932, 1936, 1938, 1939
- Віце-чемпіон Чехословаччини (5): 1933, 1934, 1935, 1937, 1940
- Володар кубка Богемії (2): 1934, 1936
- Найкращий бомбардир чемпіонату світу: 1934 (5 голів)

## Статистика

### Клубні команди
| Клуб                 | Сезон                | Чемпіонат | Чемпіонат | Чемпіонат | Кубок Мітропи | Кубок Мітропи | Кубок Мітропи | Всього | Всього |
| Клуб                 | Сезон                | Ліга      | Матчі     | Голи      | Турнір        | Матчі         | Голи          | Матчі  | Голи   |
| -------------------- | -------------------- | --------- | --------- | --------- | ------------- | ------------- | ------------- | ------ | ------ |
| «Спарта» П           | 1931/32              | Д-1       | ?         | 13        | КМ            | 5             | 4             | ?      | 17     |
| «Спарта» П           | 1932/33              | Д-1       | ?         | 19        | КМ            | 2             | 1             | ?      | 20     |
| «Спарта» П           | 1933/34              | Д-1       | ?         | 14        | КМ            | 4             | 0             | ?      | 14     |
| «Спарта» П           | 1934/35              | Д-1       | ?         | 21        | КМ            | 5             | ?             | ?      | ?      |
| «Спарта» П           | 1935/36              | Д-1       | ?         | 26        | КМ            | 9             | 5             | ?      | 31     |
| «Спарта» П           | 1936/37              | Д-1       | ?         | 15        | КМ            | 8             | 6             | ?      | 21     |
| «Спарта» П           | 1937/38              | Д-1       | ?         | 9         | КМ            | 3             | 0             | ?      | 9      |
| «Спарта» П           | 1938/39              | Д-1       | ?         | 23        | КМ            | ?             | ?             | ?      | ?      |
| «Спарта» П           | 1939/40              | Д-1       | ?         | 16        | КМ            | ?             | ?             | ?      | ?      |
| «Спарта» П           | 1940/41              | Д-1       | ?         | 5         |               |               |               | ?      | 5      |
| Всього за «Спарту»   | Всього за «Спарту»   | —         | 187       | 161       | —             | 42            | 21            | 229    | 182    |
| «Раковнік»           | 1942/43              | Д-1       | ?         | 10        |               |               |               | ?      | 10     |
| «Раковнік»           | 1945/46              | Д-1       | ?         | 8         |               |               |               | ?      | 8      |
| Всього за «Раковнік» | Всього за «Раковнік» | —         | 38        | 18        | —             | 0             | 0             | 38     | 18     |
| Всього за кар'єру    | Всього за кар'єру    | —         | 225       | 179       | —             | 42            | 21            | 267    | 200    |

### Національна збірна
| Команда        | Рік    | Матчі | Голи |
| -------------- | ------ | ----- | ---- |
| Чехословаччина | 1931   | 1     | 1    |
| Чехословаччина | 1932   | 6     | 3    |
| Чехословаччина | 1933   | 5     | 1    |
| Чехословаччина | 1934   | 9     | 9    |
| Чехословаччина | 1935   | 4     | 2    |
| Чехословаччина | 1936   | 4     | 1    |
| Чехословаччина | 1937   | 6     | 5    |
| Чехословаччина | 1938   | 8     | 6    |
| Чехословаччина | 1939   | 1     | 1    |
| Всього         | Всього | 44    | 29   |